# Pårrevaretjärnen
Pårrevaretjärnen är en sjö i Jokkmokks kommun i Lappland och ingår i Luleälvens huvudavrinningsområde. Sjön har en area på 0,0621 kvadratkilometer och ligger 240,1 meter över havet.

## Delavrinningsområde
Pårrevaretjärnen ingår i det delavrinningsområde (738188-170426) som SMHI kallar för Mynnar i Lilla Luleälvens vattendragsyta. Medelhöjden är 230 meter över havet och ytan är 19,93 kvadratkilometer. Det finns ett avrinningsområde uppströms, och räknas det in blir den ackumulerade arean 31,73 kvadratkilometer. Kåskatsbäcken som avvattnar avrinningsområdet har biflödesordning 3, vilket innebär att vattnet flödar genom totalt 3 vattendrag innan det når havet efter 144 kilometer. Avrinningsområdet består mestadels av skog (79 procent) och sankmarker (15 procent). Avrinningsområdet har 0,12 kvadratkilometer vattenytor vilket ger det en sjöprocent på 0,6 procent.